# Leon Russell
Leon Russell (ur. 2 kwietnia 1942 w Lawton, zm. 13 listopada 2016 w Mount Juliet) – amerykański pianista, piosenkarz, gitarzysta, kompozytor i muzyk sesyjny. Nagrywał piosenki w gatunkach takich jak: pop, rock, blues, country, bluegrass, gospel. Russell był laureatem sześciu złotych płyt. Nagrał 33 albumy studyjne i około 430 utworów.

## Kariera
Współpracował z najważniejszymi twórcami muzyki popularnej, w tym wieloma członkami Rock and Roll Hall of Fame. Jego utwór „Delta Lady” wykonywał brytyjski piosenkarz Joe Cocker. W 2010 roku nagrał wspólny album z Eltonem Johnem The Union. John wymienił Russella jako jedną ze swoich najważniejszych inspiracji. Rusell występował jako pianista na wczesnych albumach amerykańskiego zespołu The Beach Boys.
Na debiutanckim albumie muzyka, Leon Russell (1970), zagrali Eric Clapton, George Harrison oraz Ringo Starr. Był muzykiem sesyjnym i producentem podczas sesji nagraniowych takich wykonawców jak: Bob Dylan, Frank Sinatra, Ike & Tina Turner, The Rolling Stones.
Wystąpił podczas koncertu dla Bangladeszu, który odbył się w 1971 roku. W 2011 roku Russell wprowadzony został do amerykańskiej galerii Rock and Roll Hall of Fame.

## Dyskografia
- 1970: Leon Russell

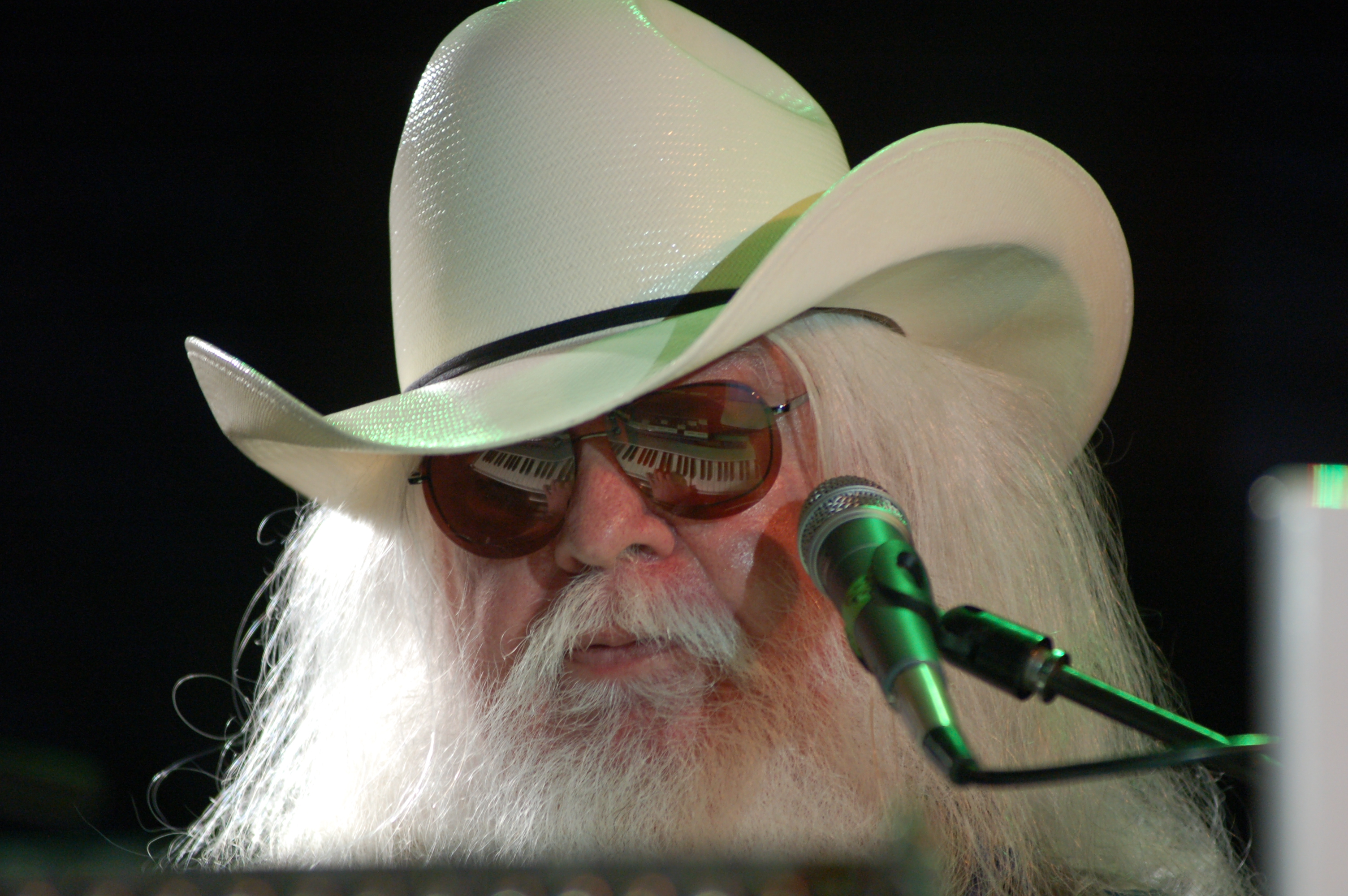
Leon Russel (2009)

- 1970: Mad Dogs & Englishmen (wyk. Joe Cocker i Leon Russell)
- 1971: Leon Russell and the Shelter People
- 1972: Carney
- 1973: Leon Live
- 1973: Hank Wilson’s Back Vol. I (jako Hank Wilson)
- 1973: Looking Back
- 1974: Stop All That Jazz
- 1975: Will O’ the Wisp
- 1976: Wedding Album (wyk. Leon i Mary Russellowie)
- 1977: Make Love to the Music (wyk. Leon i Mary Russellowie)
- 1978: Americana
- 1979: One for the Road (wyk. Willie Nelson i Leon Russell)
- 1979: Life and Love
- 1981: The Live Album (wyk. Leon Russell i New Grass Revival)
- 1984: Hank Wilson, Vol. 2
- 1984: Solid State
- 1992: Anything Can Happen
- 1998: Legend in My Time: Hank Wilson Vol. III
- 1999: Face in the Crowd
- 1999: Blues: Same Old Song
- 2000: Crazy Love
- 2000" Live at Gilley’s
- 2001: Guitar Blues
- 2001: Signature Songs
- 2001: Rhythm & Bluegrass: Hank Wilson, Vol. 4 (wyk. Leon Russell i New Grass Revival)
- 2002: Moonlight & Love Songs (wyk. Leon Russell i Nashville Symphony Orchestra)
- 2003: Almost Piano
- 2006: Angel in Disguise
- 2008: Bad Country
- 2008: In Your Dreams
- 2008: A Mighty Flood
- 2010: The Union (wyk. Elton John i Leon Russell)
- 2014: Life Journey

Z Midnight String Quartet
- 1966: Rhapsodies for Young Lovers

Z The Asylum Choir
- 1968: Look Inside the Asylum Choir
- 1971: Asylum Choir II